# Quadrivio (rivista)
Quadrivio è stato un periodico fondato a Roma nel 1933 e pubblicato fino al 1943.

## Storia
Il primo numero di Quadrivio, recante il sottotitolo Grande settimanale letterario illustrato di Roma, uscì a Roma il 6 agosto 1933. La rivista, che aveva una cadenza settimanale, era diretta dal giornalista Telesio Interlandi, aveva come vicedirettore Luigi Chiarini, critico e teorico del cinema e futuro direttore del Mostra internazionale d'arte cinematografica di Venezia. Vitaliano Brancati, scrittore allora alle prime armi, dirigeva la redazione.
La rivista, come avverrà nel 1937 anche per il mensile La Ruota di Mario Alberto Meschini, nacque nel clima di collaborazione tra fascismo e letteratura promosso da Giuseppe Bottai, esponente di primo piano del regime, ministro delle corporazioni e dell'educazione nazionale.
La pur contenuta autonomia culturale di Quadrivio andò gradualmente diminuendo quando, a seguito delle leggi razziali e della conseguente campagna antisemita, il direttore Interlandi, che si distinse particolarmente in tal senso, ne accentuò il contenuto conformista e propagandistico verso il regime.
Tra i suoi collaboratori, oltre ai nomi già citati, si possono ricordare i poeti Vincenzo Cardarelli e Corrado Govoni, lo storico e scrittore Rodolfo De Mattei, Enrico Falqui, Giovanni Papini e Luigi Bartolini. Vi pubblicarono i loro primi scritti autori quali Francesco Jovine, Carlo Bernari, Alberto Moravia, Antonio Piromalli. Il racconto Solitudine estiva di Moravia uscì nel secondo numero della rivista il 20 agosto 1933.
Quadrivio cessò le pubblicazioni con il numero del 18 luglio 1943, alla vigilia della caduta del fascismo del 25 luglio, l'arresto di Mussolini e la nascita del primo governo Badoglio.